# Близнюки Крей
Близнюки Крей (англ. Kray twins) — Рональд (24.10.1933—17.03.1995) та Реджинальд (24.10.1933—1.10.2000) — британські злочинці, брати-близнюки, контролювали більшу частину організованої злочинної діяльності у лондонському Іст-Енді у 1950-х і 1960-х роках.
Разом зі своєю бандою, відомою під назвою «Фірма», вони здійснювали різноманітні злочини: пограбування, збройні напади, вбивства, підпали, рекет... Вважається, що Рональд, більш відомий як Ронні, страждав параноїдальним розладом особистості і був відкритим гомосексуалом.
Брати народилися у родині середнього класу, в ранньому дитинстві обидва важко перехворіли на дифтерію, але вижили. Підлітки займалися аматорським боксом і вже тоді мали проблеми з законом, дивом уникнувши ув'язнення. У 1952 році надійшли на службу в полк королівських стрільців британської армії, але за бійку один з одним незабаром потрапили на гауптвахту, а згодом взагалі були з ганьбою вигнані з армії. З середини 1950-х років займалися викраденням автомобілів, почали займатися рекетом, підпалами та пограбуваннями. У 1960 році, Рональд за рекет був заарештований на 18 місяців.
На початку 1960-х років, у братів з'явився і легальний бізнес — вони володіли популярним нічним клубом в Іст-Енді, гостями якого були багато знаменитостей, у тому числі актори та політики. Братів побоювалися в британському кримінальному середовищі, а до 1960-х років вони стали свого роду зірками криміналу, одного разу навіть давали інтерв'ю на телебаченні. 9 травня 1968 вони були заарештовані, а в 1969 році — засуджені за свої злочини до довічного ув'язнення. Рональд, оскільки був визнаний божевільним, опинився у Бродмурській лікарні, де й помер у 1995 році, а Реджинальд був відпущений на свободу в 2000 році, за вісім тижнів до своєї смерті від раку.

## У культурі
Історія життя близнюків Крей викладена у книзі Джона Пірсона «Мистецтво жорстокості: зліт та падіння близнюків Крей». У 1990 році по цій книзі був знятий фільм «Брати Крей» (реж. Пітер Медак). У головних ролях знялися англійські музиканти, засновник групи Spandau Ballet Гері Кемп та його брат Мартін Кемп.
У 2015 році на екрани вийшов ремейк цього фільму, картина Браяна Гельґеланда «Легенда», знятий за мотивами книги Пірсона . Близнюків Крей зіграв Том Гарді.